# Länsväg 204
De Zweedse weg 204 (Zweeds: Länsväg 204) is een provinciale weg in de provincies Örebro län, Värmlands län en Västra Götalands län in Zweden en is circa 61 kilometer lang.

## Plaatsen langs de weg
- Åtorp
- Svartå
- Mullhyttan
- Fjugesta
- Lanna

## Knooppunten
- Riksväg 26 (begin)
- Länsväg 243 bij Åtorp
- Länsväg 205: gezamenlijk tracé, bij Svartå
- E18 bij Lanna (einde)